# Afiq
Afiq (en hebreu: קיבוץ אפיק) (en àrab: فيق) és un quibuts i un assentament israelià del sud-est dels Alts del Golan. Va ser primer un assentament militar que fou establert per la Brigada Nahal després de la guerra dels Sis Dies prop del poble sirià de Fiq, fins que l'any 1972 es va fundar el quibuts. Es troba sota jurisdicció municipal del Consell Regional del Golan.